# ピール・マンクスカー
マンクスカー（Manxcar ）はピール・エンジニアリング・カンパニーによって1955年に発表されたマイクロカーのプロトタイプである。

## 概要
第二次世界大戦終了後、英国では自家用車不足が発生していた。これは英国内で製造されていた大手メーカーの新車の供給が海外への輸出用に多数が割り当てられていたためであった。このギャップを埋めるために、英国内の中小企業で「ランナバウト」（バブルカー）を生産するようになっていった。英国内のボンドカーやフリスキーのほか、西ドイツ（当時）のメッサーシュミット、BMWといった海外企業もこのカテゴリのモデル製造に参加していた。
マンクスカーはこれら「ランナバウト車」のカテゴリのひとつである「キットカー」としてピール・エンジニアリングで1955年に発表された。当初、「マンクスマン」の名で発表されたが、同じ名前がエクセルシオールのバイクに使用されていたため「マンクスカー」へと名前を変更した。マンクスカーの企画当初において、キットカーは購入税が相殺されるなど税制的にも有利であったが、その後イギリスの税関物品税からの厳しい反対により購入税の支払いが大幅に上昇し、セールス・ポテンシャルが大幅に低下したため、プロジェクトの見直しが行われることになった。
基本構造は後に生産するP50に通じる前二輪後一輪の三輪自動車であったが、P50よりも大柄なボディで4人乗り（大人2人と子供2人を想定した2+2スタイル）であった。ボディはグラスファイバー（GFRP）製で左右1枚ずつのドアとリアにゲートを備え、エンジンはアンザーニ製350 cc 2ストロークがリアにマウントされた。
マンクスカーは販売を前提に1955年9月にピールの製品として発表・登録された。10台分のシャシとエンジンが用意されていたが、前述の通り税制上のメリットがなくなったため、登録は1962年10月1日にキャンセルされた。
マンクスカーは結局本格的な生産が行われることはなかったが、プロトタイプ製造で得たノウハウは後の量産モデルとなるP50に生かされた。